# Nusret (1911)

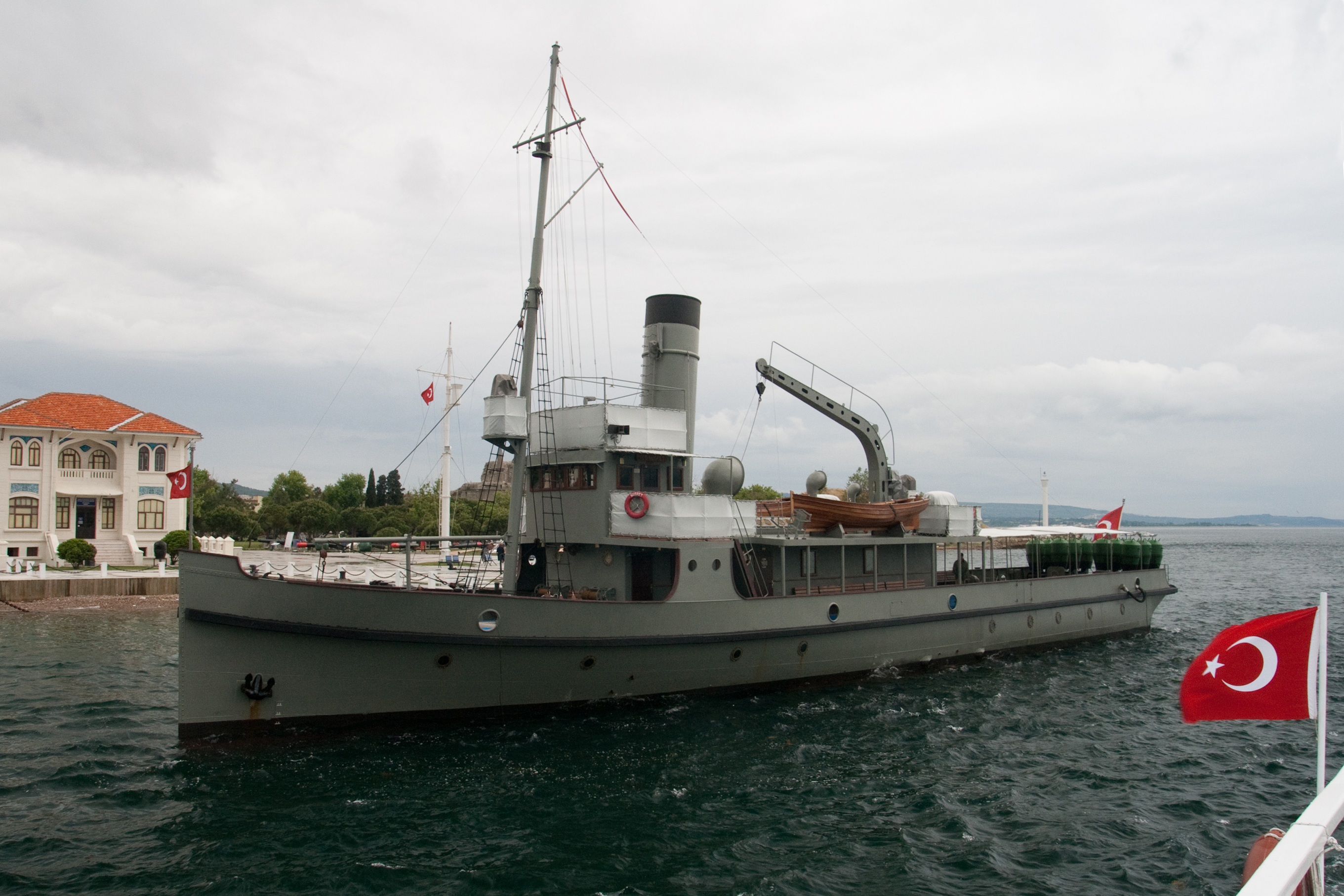
O replică a navei expusă la Canakkale

Nusret (en. „ajutorul lui Dumnezeu”) a fost o navă a Marinei Otomane, care a servit ca un puitor de mine în Gallipoli. Mai târziu, ea a îndeplinit diverse roluri în marina turcă: ca puitor de mine (1927–1937), vas de scufundare (1937–1939) și transport de marfă (1939–1955). Ea a fost lansată la apă în 1911 din Schiff & Maschinenbau AG Germania, la Kiel, Germania la data de 4 decembrie a acelui an.

## Istoric
Nava  Nusret a fost inclusă în cadrul Marinei Otomane în 1913 și a fost condusă de locotenentul Tophaneli Hakki (Güverte Kıdemli Yüzbașı Tophaneli Ibrahim oğlu Hakki). Nusret a jucat un rol esențial în Campania din Dardanele, plasând 26 de mine într-o poziție neașteptată în februarie 1915, care au scufundat navele HMS Irresistible⁠(en)[traduceți], HMS Ocean⁠(en)[traduceți] și cuirasatul francez Bouvet⁠(en)[traduceți] și a avariat grav crucișătorul britanic HMS Inflexible⁠(en)[traduceți].
După Primul Război Mondial Nusret a rămas în Istanbul până în 1926/27, când a fost trimisă la Gölcük pentru a fi reechipată. În 1937 a devenit vas de scufundare și a fost redenumit în Yardin, revenind la denumirea Nusret după ce a fost transformat în transportator de mărfuri și persoane în 1939. În 1955 a fost scos din funcțiune, cu intenția de a fi convertit într-o navă muzeu. Cu toate acestea, în 1962, a fost vândut unor transportatori comerciali, intrând în serviciu cu numele Kaptan Nusret în 1966. În aprilie 1989 s-a scufundat în apropiere de Portul Mersin, rămânând sub apă timp de 10 ani.

### Epavă
În 2002 epava Nusret a fost achiziționată de către Municipalitatea din Tarsus, Mersin Province pentru reconstrucția ei la țărm ca navă muzeu, deschis în 2008.
O replică a Nusretului a fost construită la șantierul naval Gölcük pentru a fi expusă în Çanakkale împreună cu tipurile de mine care au fost puse în Primul Război Mondial. În martie 2011 acest Nusret a fost inclus în Marina turcă sub denumirea de nava muzeu N-16.

## Legături externe
- http://www.nusratmayingemisi.com/english/index.php Arhivat în 3 august 2017, la Wayback Machine.